# Kanashimi
Kanashimi ist ein 2007 gegründetes Depressive-Black-Metal-Soloprojekt des japanischen Musikers Misanthropy.

## Geschichte
Misanthropy rief Kanashimi – jap. für Leid oder Traurigkeit – im Jahr 2007 ins Leben und veröffentlichte noch im ersten Jahr das Demotape Life mit zwei Titeln. Über die beiden Undergroundlabels Battlelord Productions und Nekrokult Nihilism erschien im Jahr 2009 das Debütalbum Romantik Suicide. Nur ein halbes Jahr später folgte die Herausgabe der EP In My Tears über East Chaos. In den Jahren 2012 und 2014 folgten die Split-Veröffentlichungen Hikari to Yami und The Great Depression II in Zusammenarbeit mit Infernal Necromancy bzw. Happy Days. Beide Split-CDs wurden über Zero Dimensional Records veröffentlicht.
Am 25. Oktober 2017 erschien mit Inori das zweite Studioalbum über das chinesische Label Pest Productions.

## Stil
Neil Andersen beschreibt Inori – jap. für Gebet – als ein perfektes Beispiel dafür, wie Depressive Black Metal klingen kann, in dem es die Aggressivität des Black Metal und die Schönheit der Melodien miteinander verknüpft, wodurch das Album einen hohen Wiedererkennungswert besitzt. Dabei behält das Album den von Misanthropy bekannten und perfektionierten Klang bei, wobei allerdings mehr melancholische und melodische Elemente verarbeitet werden. Verglichen wird die Musik Kanashimis mit No Point in Living, ColdWorld, Nocturnal Depression und Forgotten Sounds.
Die Musik auf dem Debütalbum Romantik Suicide wurde als eine klagende Mischung aus Funeral Doom und Black Metal mit einem Hauch Gothic beschrieben. Der Gesang wird als Black-Metal-typisch und monoton, der im Vergleich mit den melancholischen Melodien der Instrumente als „blass und leblos“ empfunden wird, bezeichnet. Auch verfolge jedes Stück des Albums die gleiche Liedstruktur.

## Diskografie
- 2007: Life (Demo, Selbstverlag)
- 2008: Promo 08 (Tape, Selbstverlag)
- 2009: Romantik Suicide (Album, Battlelord Productions, Nekrokult Nihilism)
- 2010: In My Tears (EP, East Chaos)
- 2012: Hikari to Yami (Split-EP mit Infernal Necromancy, Zero Dimensional Records)
- 2014: The Great Depression II (Split-EP mit Happy Days, Zero Dimensional Records)
- 2017: Inori (Album, Pest Productions)